# Барнуэлл (округ)
Округ Барнуэлл (англ. Barnwell County) располагается в штате Южная Каролина, США. Административным центром (столицей) является одноимённый город — крупнейший населённый пункт округа.
По состоянию на 2010 год, численность населения составляла 22 621 человек.

## История
Округ Барнуэлл был официально образован в 1798 году из части округа Оранджбург и, как и административный центр, был назван в честь лидера Войны за независимость США сенатора Джона Барнуэлла (1748–1800), возглавлявшего ополчение в Южной Каролине. Первоначально округ Барнуэлл простирался от реки Саванна на западе почти до Атлантического океана.

## География
В соответствии с данными указанными на сайте центрального статистического органа страны — Бюро переписи населения США, общая площадь округа равняется 1442,631 км2, из которых 1419,321 км2 занимает суша и 23,310 км2 или 1,590% приходится на водную поверхность.

## Климат
Согласно данным представленным Национальной метеорологической службой США климат в этом районе характеризуется относительно высокими температурами и равномерным распределением осадков в течение года. По классификации климатов Кёппена, в округе Барнуэлл преимущественно влажный субтропический климат, сокращённо обозначаемый на климатических картах аббревиатурой «Cfa».

## Население
По данным переписи населения 2000 года в округе проживает 23 478 жителей в составе 9 021 домашнее хозяйство и 6 431 семья. Плотность населения составляет 17,00 человек на км2. На территории округа насчитывается 10 191 жилых строений, при плотности застройки около 7,00-ми строений на км2. Расовый состав населения: белые — 55,18 %, афроамериканцы — 42,55 %, коренные американцы (индейцы) — 0,35 %, азиаты — 0,39 %, гавайцы — 0,03 %, представители других рас — 0,78 %, представители двух или более рас — 0,72 %. Испаноязычные составляли 1,39 % населения независимо от расы.
В составе 34,80 % из общего числа домашних хозяйств проживают дети в возрасте до 18 лет, 47,40 % домашних хозяйств представляют собой супружеские пары проживающие вместе, 19,30 % домашних хозяйств представляют собой одиноких женщин без супруга, 28,70 % домашних хозяйств не имеют отношения к семьям, 25,60 % домашних хозяйств состоят из одного человека, 10,20 % домашних хозяйств состоят из престарелых (65 лет и старше), проживающих в одиночестве. Средний размер домашнего хозяйства составляет 2,57 человека, и средний размер семьи 3,08 человека.
Возрастной состав округа: 28,10 % моложе 18 лет, 8,70 % от 18 до 24, 27,90 % от 25 до 44, 22,60 % от 45 до 64 и 22,60 % от 65 и старше. Средний возраст жителя округа 36 лет. На каждые 100 женщин приходится 92,70 мужчин. На каждые 100 женщин старше 18 лет приходится 86,50 мужчин.
Средний доход на домохозяйство в округе составлял 28 591 USD, на семью — 35 866 USD. Среднестатистический заработок мужчины был 31 161 USD против 21 904 USD для женщины. Доход на душу населения составлял 15 870 USD. Около 17,90 % семей и 20,90 % общего населения находились ниже черты бедности, в том числе — 27,30 % молодёжи (тех, кому ещё не исполнилось 18 лет) и 24,40 % тех, кому было уже больше 65 лет.